# 배붙임
배붙임은 3선 또는 4선에 있는 상대방 돌의 배쪽에 붙여 모양을 결정해 가는 수법이다.